# قلعة كل حسن صباح
قلعة مؤمن آباد (بالفارسية: قلعه مؤمن آباد) والمعروفة محليًا بقلعة كل حسن الصباح (قلعه کل حسن صباح) هي قلعة تاريخية تقع في مقاطعة سربيشه في محافظة خراسان الجنوبية، ويعود عُمر هذه القلعة إلى الدولة الإسماعيلية النزارية.  وسميت بهذا الاسم نسبةً إلى حسن الصباح زعيم الطائفة النزارية الذين سكنوا القلعة. تعد القلعة أحد المعالم الوطنية في إيران.